# Universal Studios
Universal Studios (někdy též Universal Pictures), pobočka NBC Universal, je jedno z šesti největších filmových studií ve Spojených státech sídlící v Universal City v Kalifornii. Administrativní prostory se nachází v New Yorku. Universal Pictures je druhé nejstarší hollywoodské studio, o měsíc starší je Paramount Pictures vlastněný společností Viacom.
Založeno bylo 8. června 1912 německým židovským imigrantem Carlem Laemmlem.
Od roku 2013 zastupuje Universal Studios pro český kinotrh společnost Cinemart, a.s.
Stojí za sériemi filmů jako Já, padouch, Prci, prci, prcičky, Hulk, Johnny English, Tajný život mazlíčků, Jurský park, …